# Menandro II

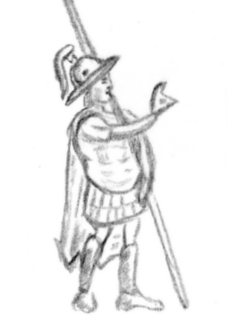
Oficial indogriego (en una moneda de Menandro II), circa 90 a. C. Está equipado con coraza, armadura lamelar para los muslos, y protecciones para las piernas (cnemids).

Menandro II Dikaios (griego: Μένανδρος Β΄ ὁ Δίκαιος; el epíteto significa el Justo) fue un rey indogriego que gobernó en las áreas de Aracosia y Gandhara, en el del norte de Pakistán moderno.

## Tiempo de reinado
Bopearachchi ha sugerido que Menandro II reinó c. 90–85 a. C., mientras que R. C. Sénior ha sugerido c. 65 a. C. En tal caso, Menandro II gobernaría los territorios indogriegos en Gandhara, después de la invasión de Maues.

## Relaciones con otros reyes
Menandro II Dikaios puede haber pertenecido a la dinastía de Menandro I Soter, el más grande de los reyes indogriegos. Por mucho tiempo se creyó que hubo un único rey llamado Menandro, ya que sus retratos eran bastante similares y Menandro II parece haber sido un devoto budista, como lo fue Menandro I, según la antigua escritura budista Milinda-pañja.
Por otro lado, el nombre Menandro bien podría haber sido popular en el reino indogriego, y las monedas de Menandro II no son muy parecidas a las de Menandro I, ni de otros reyes (como Estratón I), que se creía que pertenecían a su dinastía. R. C. Senior relaciona a Menandro II con el rey indogriego Amintas, con quien comparte varios monogramas, y también características faciales como una nariz puntiaguda y la barbilla retraída. También sugiere una relación cercana al rey indoescita Artemidoro, hijo de Maues, ya que sus monedas utilizan tipos similares y se han encontrado a menudo juntas.
Hay una pequeña posibilidad de que Menandro II, más que Menandro I, sea de hecho el rey griego budista referido en el Milinda-pañja. Este punto no está resuelto sin embargo, ya que fuentes griegas (Plutarco (Praec. reip. ger. 28, 6)) relaciona que el gran conquistador Menandro es el que recibió el honor de ser enterrado en lo que podría ser interpretado como una estupa budista.
Más probablemente, Menandro I podría haber apoyado al primer budismo, como otros reyes indogriegos, y fue probablemente el protagonista del Milindapanha, en gracia a su fama descrita, mientras que Menandro II, un rey menor, podría haber abrazado sin reservas el budismo, como ejemplifican sus monedas.

## Monedas de Menander II

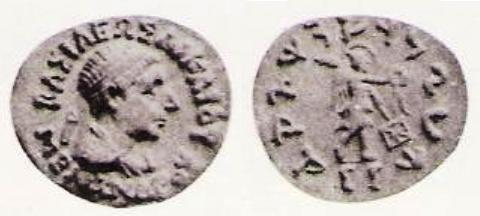
Moneda de Menandro II

Las monedas de Menandro II llevan la mención Menander el Justo, y Rey del Dharma en Karosti, sugiriendo que adoptó la fe budista. Menandro II acuñó sólo plata india. Estas describen el rey con diadema o casco del tipo de Menandro I, con varios reversos:
un rey a caballo, Nike y un Zeus sedente del tipo de Antialcidas y Amintas Nikator, pero con un añadido de rueda budista de ocho radios.
Sus bronces muestran a Atenea de pie, con lanza y rama de palma, y escudo a sus pies, haciendo un gesto de bendición con la mano derecha, similar al budista vitarka mudra. Otras variedades presentan un rey que hace el mismo gesto.
En el reverso hay un león, símbolo de budismo, como también se ve en los pilares del rey maurya Aśoka. En general, las monedas de Menandro II son bastante escasas, lo cual tiende a indicar un gobierno bastante breve.
Un rey contemporáneo que representa el león budista en sus monedas es el rey indoescita Maues, alrededor 85 a. C.